# José Vicente de Echagaray
José Vicente de Echagaray (f. 1855) fue un poeta español.

## Biografía
Nació en San Sebastián en el último tercio del siglo XVIII. Francisco López Alén, en un artículo escrito para la revista Euskal-Erria, lo describe como «el verbo de las fiestas donostiarras», pues participó con versos en festividades tan variadas como las de la Virgen en agosto, las del día de la ciudad, la Navidad y el carnaval, entre otras. En 1817, con la ciudad todavía recuperándose del incendio de 1813, se celebró, durante el carnaval, una comparsa de pastores en la que Echagaray tomó parte activa. Falleció en su ciudad natal en 1855 y fue enterrado en el cementerio de San Bartolomé, aunque luego sus restos pasaron a descansar en el de Polloe.